# Chiesa della Madonna di Bagnolo
La chiesa della Madonna di Bagnolo, anche nota come oratorio della Madonna di Bagnolo, è una piccola ed antica cappelletta a Sant'Andrea in Bagnolo, frazione di Cesena, in provincia di Forlì-Cesena e diocesi di Cesena-Sarsina. Situata sull'argine sinistro del fiume Savio, sui confini di 3 comuni romagnoli (Cesena, Bertinoro e Ravenna), la chiesa (anticamente S. Gregorio di Bagnolo poi S. Giorgio di Bagnolo) ha origini antiche.

## Storia
Nel 1015 si ha traccia di una vaga menzione di una cappella distaccata dalla pieve di Cistino (odierna Pievesestina) per la popolazione della massa Balneolo.
Nel 1169 comincia a concretizzarsi la possibilità della sua presenza nella citazione della pieve di S. Pietro in Cistino cum suis cappellis....

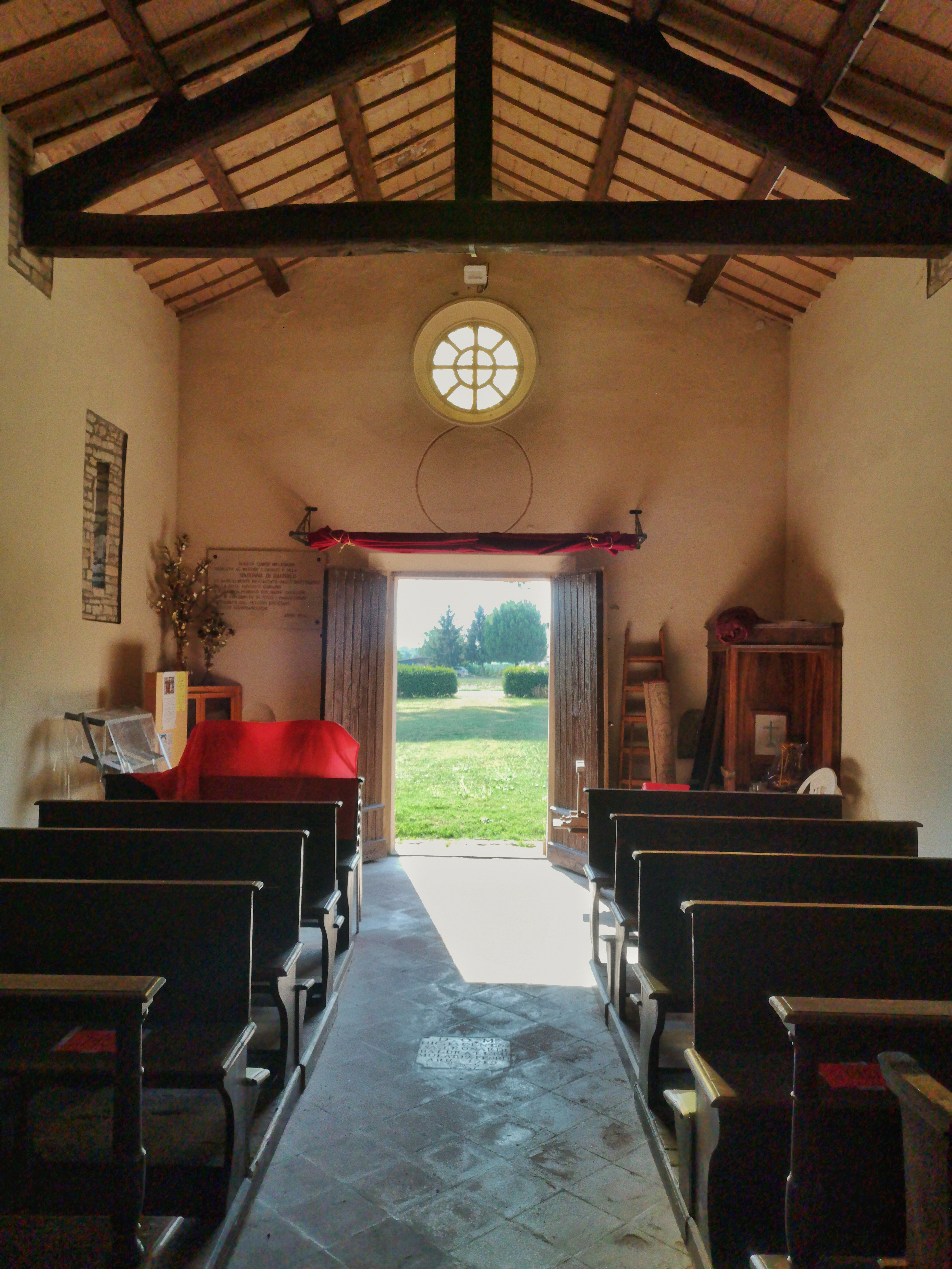
Interno

Nel 1252 la conferma dell'esistenza della "Cappella di S. Gregorio di Bagnolo", grazie ad una bolla papale di Papa Onorio III, dove veniva donata ai canonici cardinali della chiesa di Ravenna assieme alla pieve di S. Pietro in Cistino con le sue cappelle S. Gregorio di Bagnolo, SS. Simone e Giuda di Ficchio, S. Apollinare di Socognano, S. Martino in Agognano, S. Cristoforo, S. Maria Nova, S. Andrea di Agnarolo.
Nel 1951 il restauro diretto da Giannetto Malmerendi ha alterato l'aspetto interno ed esterno dell'edificio. Nel 1976 la chiesa venne sottoposta ad un importante ripristino, voluto dal parroco Mario Zavalloni e diretto da Giordano Conti. L'aspetto della cappella viene riportato a quello delle origini anche se manca il campaniletto. L'esistenza della struttura nel 1252 venne confermata, ma non in epoche precedenti (1169 o 1015).
Durante questi scavi vengono alla luce resti di manufatti di età romana, 5 ordini sovrapposti di pavimenti e una finestra databile all'XI secolo e viene avanzata l'ipotesi, mai confermata, che la struttura sia sorta su un più antico tempio pagano.
I vari resoconti di visite pastorali nei secoli la descrivono più o meno dettagliatamente sempre immutata.

## La statua della Madonna

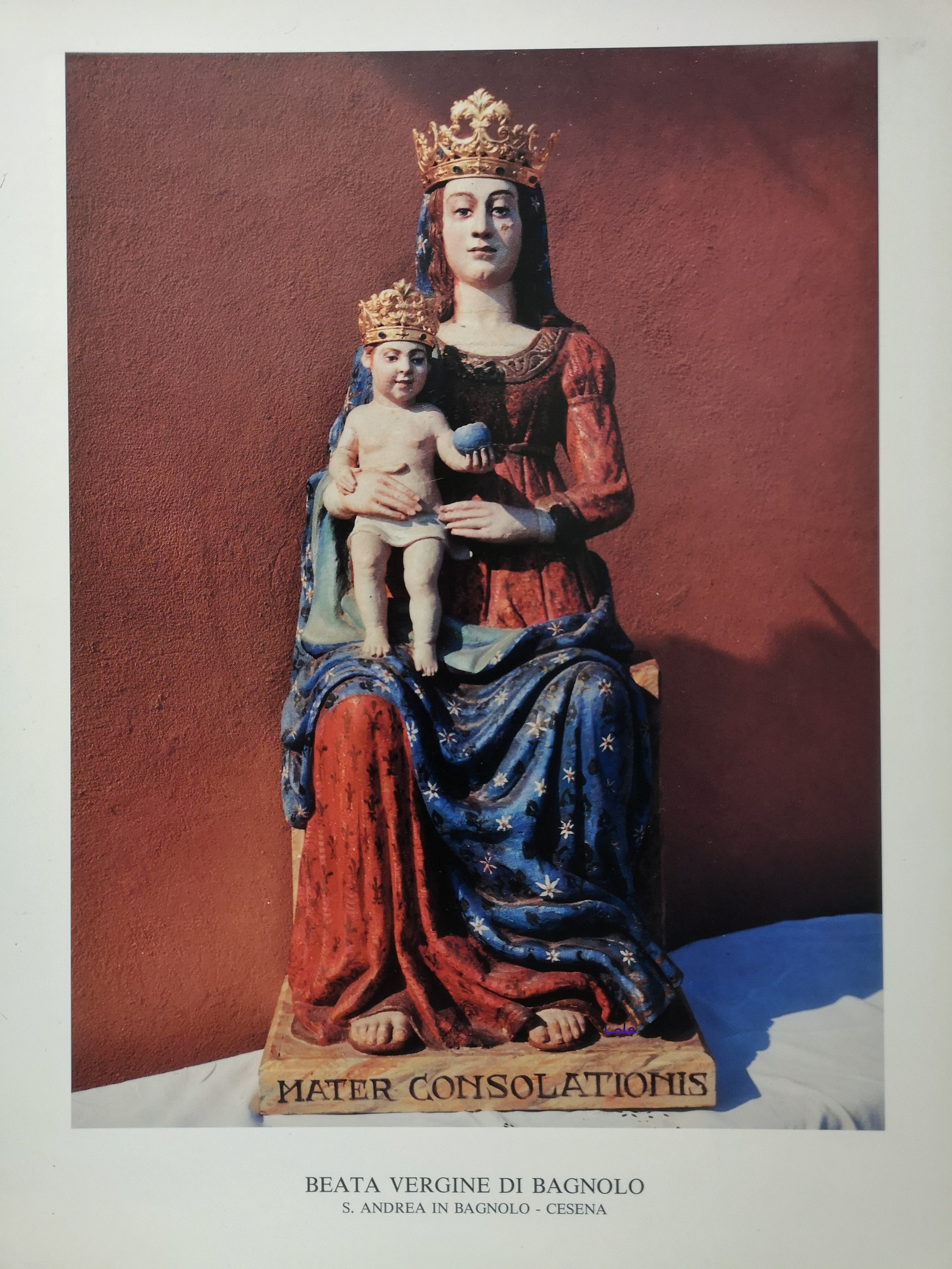
Madonna di Bagnolo a fine anni '80

La scultura è una terracotta smaltata e verniciata. La Vergine, in posizione seduta, tiene il bambinello in piedi poggiato sulla sua coscia destra, mentre lui sorregge con sicurezza il globo nella mano sinistra. Anche per l'opera, come per la chiesa, si ignorano le origini. La leggenda narra che sia stata trasportata fino a Bagnolo dalle acque del vicino Savio.
Nel 1939, il pittore e scultore Ettore Lotti effettua un restauro che ne altera in parte l'aspetto.

## Il culto mariano

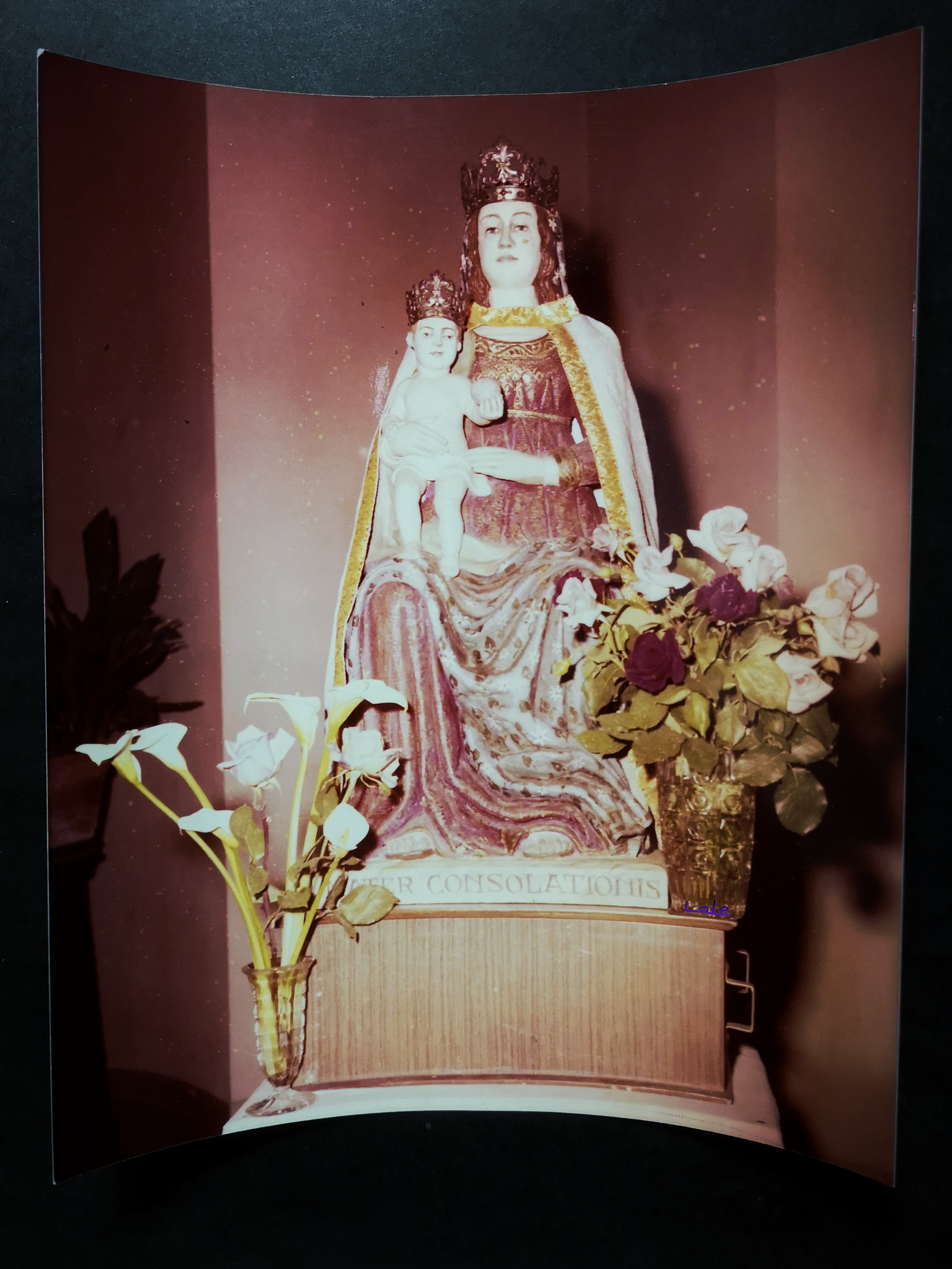
Madonna di Bagnolo nei primi anni '70

I primi accenni sul nascere della devozione sulla Madonna di Bagnolo si hanno già nel 1571, grazie agli scritti di una visita pastorale in data 9 maggio, poi suffragate da altri due scritti dello stesso tipo datati 2 ottobre 1606 e 13 settembre 1613. Nel 1783 una molto dettagliata descrizione documenta: "Nella chiesa di S. Giorgio annesso di S. Andrea ci sono le seguenti cose: un quadro di S. Giorgio, con una immagine di terra cotta con Bambino in braccio che ha in capo una corona d'argento ed in collo alla B.V. due filze di perle false ingranate ed in mano un anello d'oro e uno d'argento con un velo torchino, con capetta d'argento falso, come anche un grembiale al Bambino Gesù color rosso d'ammascato ed anche in mano alla B.V. una corona di cocco con due medaglie di filigranata, quale viene coperta entro il nicchio con contorno di legno e sua cornice verniciata d'oro...; vi sono due bracci di legno verniciati uno da una parte e l'altro dall'altra dell'altare con due campanelli uniti al muro per scoprire la B.V. ed uno per uso della Messa".
La devozione ormai evidente viene ulteriormente descritta in altri scritti di visite successive nel 1804, 1836, 1845 e 1859.
Nel 1940 Francesco Balilla Pratella compone la musica dell'inno alla Beata Vergine di Bagnolo, scritto da padre Angelico da Longiano. La devozione delle parole e la dolcezza della melodia fanno sì che don Ugo Arienti, maestro di canto nella Cattedrale, diffonda questo canto in varie parrocchie della diocesi cesenate dove è tuttora eseguita.

## Inno

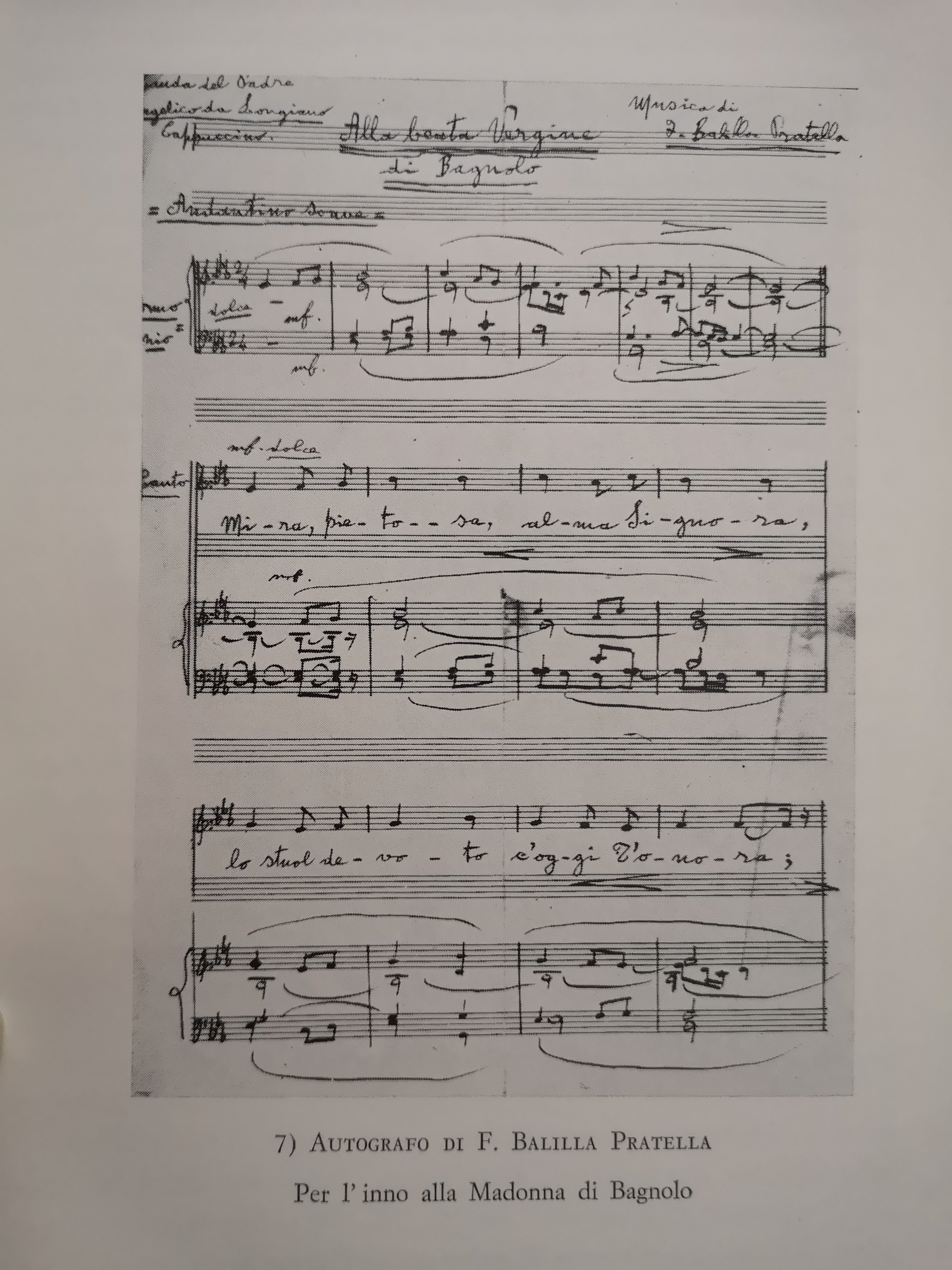
Spartito "Inno alla Madonna di Bagnolo" di Francesco Balilla Pratella con firma

Mira pietosa alma Signora,

lo stuol devoto c'oggi t'onora

da questo tempio tra l'onde chiare,

a noi sorridi nell'aspro mare.

Rit. Maria soccorri la tua Bagnolo,

proteggi noi, il nostro suolo.
All'alme nostre dell'onde schiave

sia il tuo tempio benigna nave

proteggi o Pia dal tempio santo

queste pianure col bianco manto.

Le nostre case che fan corona

alla tua sede t'abbian patrona

che l'alme nostre nel paradiso

faccian corona al tuo bel viso.